# معقد حلقي البنتاديينيل

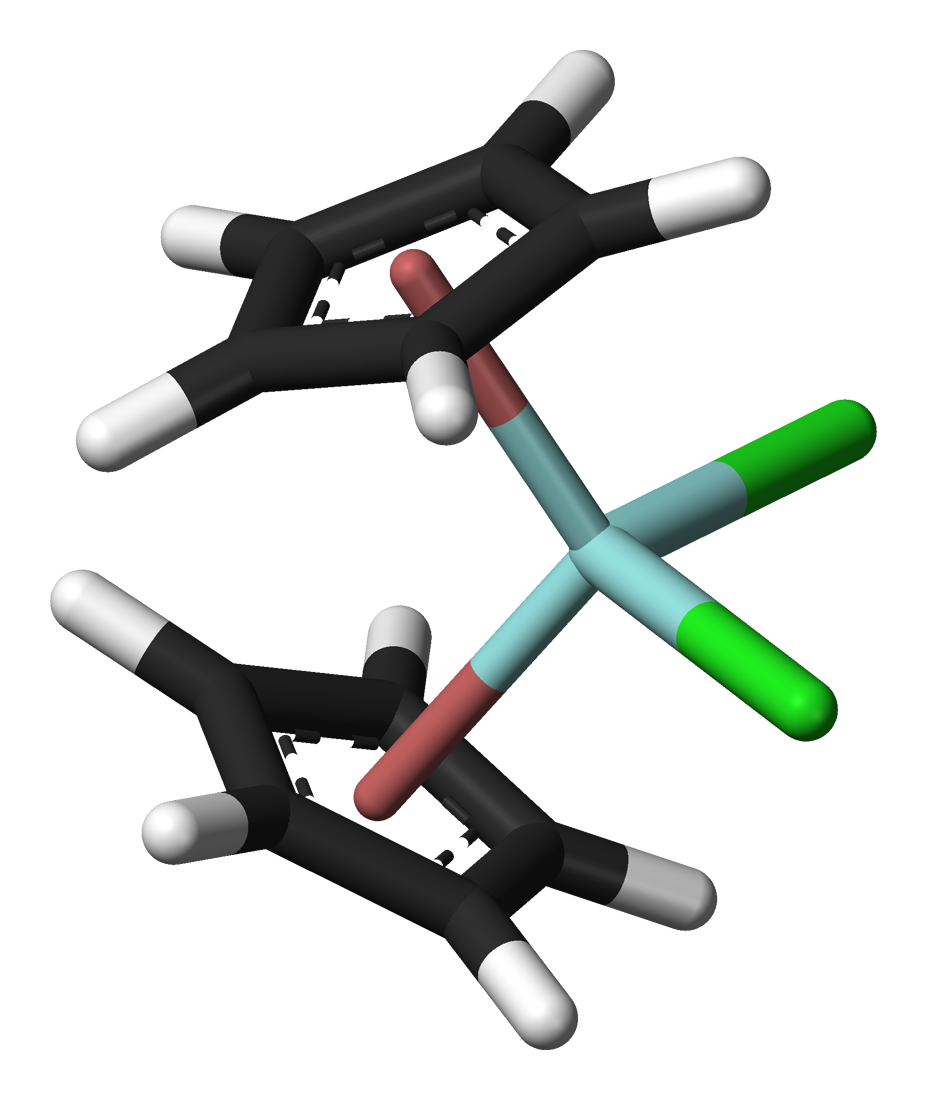
مثال على معقد حلقي البنتاديينيل وهو ثنائي كلوريد الزركونوسين.

معقد حلقي البنتاديينيل هو اسم جامع لأي معقد تناسقي يتكون من ارتباط فلز مع أنيون حلقي البنتاديينيل (Cp). ترتبط أنيونات حلقي البنتاديينيل على نمط تلامس خماسي η5، ويرسم عادة هذا الترابط على هيئة رابطة صادرة عن مركز الحلقة إلى الفلز الموافق.
عندما تكون حلقتا حلقي البنتاديينيل متوازيتين يستحصل في الكيمياء العضوية الفلزية على ما يسمى بالمركب الشطيري. يمكن لهذه المركبات أن تستخدم حفازات في بلمرة الإيثيلين.

## أمثلة
تعد الميتالوسينات من أشهر الأمثلة على معقد حلقي البنتاديينيل، وهي تشمل على سبيل المثال الفرّوسين FeCp2 والكروموسين CrCp2 والكوبالتوسين CoCp2 والنيكلوسين NiCp2.